# Gerhard Schöffler
Gerhard Schöffler (* 18. Oktober 1931) war Anfang der 1950er Jahre bei der BSG Motor Gera Fußballspieler in der DDR-Oberliga, der höchsten Spielklasse im DDR-Fußball.

## Sportliche Laufbahn
Als 1950/51 die Betriebssportgemeinschaft (BSG) Motor Gera in ihre zweite Oberligasaison ging, nahm sie mehrere junge Spieler neu in den Kader auf. Unter ihnen war auch der noch nicht ganz 19-jährige Gerhard Schöffler. Sein Trainer Erich Dietel ließ ihn erstmals am 4. Spieltag als Ersatz für den verletzten Stürmer Edgar Klotz spielen. Da sich Schöffler als Rechtsaußenstürmer als Ausfall erwies, kam er erst wieder in den letzten vier Oberligaspielen der Saison zum Einsatz. Inzwischen hatte Walter Gloede das Training übernommen, und er setzte Schöffler als Ersatz für den verletzten Mittelfeldspieler Helmut Sturm ein. In der Saison 1951/52 bot Gloede Gerhard Schöffler zunächst bis zum 7. Spieltag in fünf Oberligaspielen als Stürmer auf. Als anschließend mit Oskar Büchner erneut ein neuer Trainer kam, fand Schöffler bis zum 22. Spieltag keine Berücksichtigung. Als aber mit Klotz und Horst Freitag gleichzeitig zwei Stürmer ausfielen, kam Schöffler noch zu vier weiteren Einsätzen. Bei diesen Spielen schoss er auch seine beiden einzigen Tore in der Oberliga. Nach den beiden Oberligaspielzeiten beendete Schöffler seine Karriere als Leistungsfußballer. Er schloss sich als Feierabendsportler der viertklassigen BSG Motor Gera an, mit der er als Spielertrainer 1960 in die Bezirksliga aufstieg.